# Colin Miller
Colin Fyfe Miller (Hamilton, 4 ottobre 1964) è un allenatore di calcio ed ex calciatore canadese, di ruolo difensore.

## Carriera

### Nazionale
Ha partecipato, con la rappresentativa canadese alla fase finale del campionato del mondo 1986 e alla CONCACAF Gold Cup 1991, 1993 e 1996.

## Palmarès

### Giocatore

#### Competizioni nazionali
- Coppa di Lega scozzese: 1

Rangers: 1984-1985
- Scottish Challenge Cup: 2

Hamilton Acad.: 1991-1992, 1992-1993
- Scottish Championship: 1

Dunfermline: 1995-1996